# IGMP snooping
IGMP snooping (на английски: snoop – слухтя) е процес на слушане и метод за анализ на IGMP мрежови трафик разменян между клиентски компютър и маршрутизатор. Това е и когато мрежови суич слуша разговора между хост и рутери. На база на наученото от IGMP, комутаторите автоматично блокират разпространението на multicast пакети към клиенти, които не са заявили получаването им. IGMP е протокол използван от крайни компютри, за да се присъединят към дадена multicast група.
Например ако имаме видео сървър, който излъчва видео в мрежата, различните канали ще се излъчват в различни multicast групи. Клиентският компютър заявява кой канал иска да гледа чрез изпращане на IGMP заявка към мрежата. Комутаторът наблюдава тези съобщения и си съставя таблица, показваща кой клиент кой канал иска да гледа. Когато multicast видео трафика пристигне в комутатора, той автоматично го пуска само към клиента, който е заявил, че иска да го гледа.
Ако комутаторът не поддържа IGMP snooping, ще изпраща multicast пакетите през всичките си портове, подобно на broadcast пакетите. Например, ако имаме 20 компютъра, свързани към един комутатор, и всеки гледа различен multicast видео канал, то комутаторът ще изпраща и 20-те канала едновременно към всеки компютър. Това може да доведе както до претоварване на компютрите, така и до претоварване на мрежовите връзки.